# Resolutie 1361 Veiligheidsraad Verenigde Naties
Resolutie 1361 van de Veiligheidsraad van de Verenigde Naties werd op 5 juli 2001 zonder stemming aangenomen door de VN-Veiligheidsraad.

## Achtergrond
Mohammed Bedjaoui (°1929) is een Algerijns diplomaat en jurist die onder meer Algerijns ambassadeur in Frankrijk en bij de Verenigde Naties was. Hij werd op 19 maart 1982 lid van het Internationaal Gerechtshof en was van 1994 tot 1997 voorzitter van het Hof. Bij zijn ontslag in 2001 had hij nog een ambtstermijn tot 5 februari 2006. Bedjaoui heeft nadien bij UNESCO gewerkt en was later ook Minister van Buitenlandse Zaken van Algerije.

## Inhoud
De Veiligheidsraad:
- Betreurt het ontslag van rechter Mohammed Bedjaoui dat ingaat op 30 september 2001.
- Merkt op dat er een positie bij het Internationaal Gerechtshof is vrijgekomen voor de rest van de ambtstermijn, die volgens het Statuut van het Hof moet worden ingevuld.
- Merkt op dat de datum van de verkiezingen om de positie in te vullen moet worden vastgelegd door de Veiligheidsraad.
- Besluit dat de verkiezing zal plaatsvinden op 12 oktober 2001 op een vergadering van de Veiligheidsraad en een vergadering van de Algemene Vergadering tijdens haar 56ste sessie.

## Verwante resoluties
- Resolutie 1018 Veiligheidsraad Verenigde Naties (1995)
- Resolutie 1278 Veiligheidsraad Verenigde Naties (1999)
- Resolutie 1571 Veiligheidsraad Verenigde Naties (2004)
- Resolutie 1914 Veiligheidsraad Verenigde Naties (2010)

Lijst ·  1335 ·  1336 ·  1337 ·  1338 ·  1339 ·  1340 ·  1341 ·  1342 ·  1343 ·  1344 ·  1345 ·  1346 ·  1347 ·  1348 ·  1349 ·  1350 ·  1351 ·  1352 ·  1353 ·  1354 ·  1355 ·  1356 ·  1357 ·  1358 ·  1359 ·  1360 ·  1361 ·  1362 ·  1363 ·  1364 ·  1365 ·  1366 ·  1367 ·  1368 ·  1369 ·  1370 ·  1371 ·  1372 ·  1373 ·  1374 ·  1375 ·  1376 ·  1377 ·  1378 ·  1379 ·  1380 ·  1381 ·  1382 ·  1383 ·  1384 ·  1385 ·  1386